# Auragne
 Auragne  là một xã thuộc tỉnh Haute-Garonne trong vùng Occitanie ở tây nam nước Pháp. Xã nằm ở khu vực có độ cao trung bình 265 mét trên mực nước biển.
- A web site about Auragne